# 오미자화채
오미자화채(五味子花菜)는 오미자로 만든 달콤하고 톡 쏘는 화채이다. 붉거나 분홍색으로 보이며 일반적으로 더운 여름날에 만들어 먹는다.

## 조리
말린 오미자를 물에 색이 변할 때까지 붓고, 액체를 고운 천으로 체에 거른 다음 꿀, 설탕, 시럽으로 달게 하여 만든다. 장식용으로 배 슬라이스나 잣을 맨 위에 띄운다.

## 같이 보기
- 오미자차